# 수학여행 (드라마)
《수학여행》은 1983년 7월 23일에 방영된 TV문학관이다.

## 줄거리
여고 2학년인 득희(윤유선)는 경주에 수학여행을 온다. 그런데 보이지 않는 영혼의 부름으로 수학여행 대열에서 이탈, 고가를 찾은 득희는 고가에서 자신이 전대에 살았던 기억들을 되살려낸다. 고가의 주인인 이씨 청년(홍요섭)은 득희의 말을 듣고 고모할머니(여운계)에게 집안의 내력에 대해 질문, 자신의 증조할머니 뻘이 되는 혜옥(윤유선)의 사연을 듣게 된다. 사연을 들은 이씨 청년은 서울로 올라와 득희의 아버지(김세윤)를 만나, 그간의 사정을 설명하고 자신이 들은 이야기를 전한다. 그에 따르면 혜옥은 구한말 고가의 주인이었던 이 참판(이순재)의 정실부인 황씨(사미자)의 무남독녀로 태어났는데...

## 출연
- 윤유선
- 이순재
- 사미자
- 김세윤
- 여운계
- 김을동
- 홍요섭
- 박영목
- 공경구
- 홍유진
- 민병이
- 김명희
- 김덕수
- 손혜경
- 이현숙
- 이현정
- 이종민
- 안성태